# Dentsu Aegis Network
Dentsu Aegis Network ist eine Agenturgruppe für Kommunikations- und Mediaberatung. Als Teil der 1901 in Japan gegründeten Holding Dentsu  agiert Dentsu Aegis Network weltweit mit den Marken Carat, Dentsu, dentsu X, iProspect, Isobar, mcgarrybowen, Merkle, MKTG, Posterscope und Vizeum. Ferner zählen dazu die in mehreren Märkten präsenten Marken Amplifi, Data2Decisions, Mitchell Communications, psLive und 360i. Dentsu Aegis Network beschäftigt weltweit mehr als 47.000 Mitarbeiter in 145 Ländern. Der Hauptsitz des Unternehmens befindet sich in London.

## Geschichte
Keimzelle der Aegis Gruppe war die 1966 von Gilbert Gross in Paris gegründete Kommunikationsagentur Centrale d'achats radio, affichage, télévision (Carat). 1979 wurde die Werbeagentur WCRS gegründet, die 1984 Carat aufkaufte und an die Börse ging. 1990 erhielt die Gruppe den Namen Aegis Media Group. 1994 wechselte man den Standort: Das Unternehmen zog von Paris nach London. Im März 2013 wurde die Akquisition von Aegis Media durch die japanische Media-Holding Dentsu abgeschlossen. Mit diesem Zusammenschluss entstand das global tätige Dentsu Aegis Network. In Deutschland war das Netzwerk zeitweise Marktführer und ist derzeit noch an den Standorten Frankfurt am Main, Hamburg, Düsseldorf, Augsburg, Berlin und München mit einem Team von rund 1.500 Mitarbeitern vertreten.

## Struktur
Zum Dentsu Aegis Network in Deutschland zählen:
- Amplifi: Zentraler Media-Investmentbereich des Dentsu Aegis Network
- Amnet: Digitale Targeting Plattform und Partner für programmatischen Mediaeinkauf innerhalb des Dentsu Aegis Network
- Carat: strategische Kommunikationsberatung, Mediaplanung und -einkauf
- iProspect: Agentur für Performance-Marketing
- dentsu-X: Integrierte Kommunikationsstrategien, Mediaberatung und Data Management
- Gyro: Agentur für Business-to-Business-Kommunikation
- dwa: B2B Media- und Marketingberatung
- Isobar: Full-Service-Agentur
- MKTG: Agentur für Kommunikationsdienstleistungen
- MWO: Media- und PR-Agentur für den Pharma-Markt
- Posterscope: Spezialagentur für Out-Of-Home Media
- Resolutions: Forschungstochter des Dentsu Aegis Network
- The Story Lab: Agentur für Content-Lösungen
- Vizeum: Mediaagentur
- Namics: Full-Service Digitalagentur
- Videobeat: Video Marketing